# FN F2000
L'FN F2000 è un fucile d'assalto bullpup in calibro 5,56 × 45 mm NATO sviluppato dalla Fabrique Nationale de Herstal. Il fucile fu mostrato per la prima volta nel marzo 2001 alla IDEX (International Defence Exhibition) ad Abu Dhabi, negli Emirati Arabi Uniti.

## Dettagli

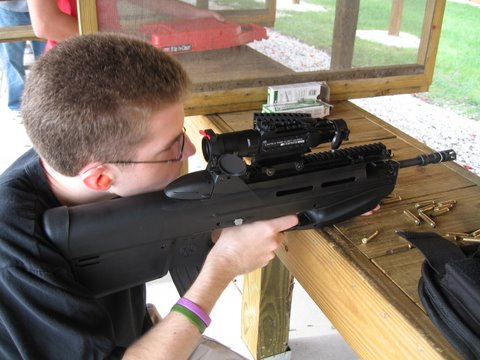
Un FS2000

L'F2000 è un sistema d'arma modulare a fuoco selettivo effettuato ad otturatore chiuso e camerato per il proiettile 5,56 × 45 mm NATO.
Il fucile è composto di due parti principali, castello con la canna e una parte inferiore (che è composta dall'impugnatura e da alcuni meccanismi di fuoco), tenuti insieme per mezzo di perni posti sopra la sede del grilletto. La parte inferiore dell'arma ospita il gruppo del grilletto, l'otturatore e l'alloggiamento per il caricatore. Di fronte al grilletto è installata un'impugnatura verticale che completa l'arma.

### Caratteristiche
L'F2000 è un fucile bullpup (gruppo otturatore contenuto all'interno del calcio dell'arma allo scopo di ridurne la lunghezza complessiva) a fuoco selettivo con funzionamento a gas. I sistemi di sicura e sgancio caricatore sono mutuati dal P90 (sempre della FN): il selettore è un disco rotante posizionato sotto il grilletto. Il selettore permette l'inserimento della sicura, che disabilita il grilletto ed è progettata in modo da prevenire spari accidentali. Presenta tre posizioni:
- S – Safe (sicura)
- 1 – Single (colpo singolo)
- A – Auto (fuoco automatico)

Percussore, perni di fissaggio e molle sono in metallo mentre il resto del fucile è realizzato in polimero ultraresistente.
Il fucile è alimentato dai caricatori STANAG 4179 (30 colpi) da 5,56 × 45 mm. Il pulsante di rilascio del caricatore (rigorosamente ambidestro) è situato su entrambi i lati dell'impugnatura a pistola dell'arma, proprio davanti al caricatore stesso. L'arma è progettata in modo che il caricatore non esca spontaneamente dalla propria sede una volta sganciato: deve infatti essere estratto manualmente.
Il fucile, una volta sparato l'ultimo colpo del caricatore, non rimane ad otturatore aperto. La leva di armamento è situata sulla parte sinistra del castello, proprio sopra l'impugnatura anteriore, e può essere operata facilmente anche da tiratori mancini. Non ci sono accessi per polvere o corpi estranei, la sede della leva di armamento è sigillata.
L'organo principale di mira dell'arma è un mirino telescopico con ingrandimento 1,6x (utilizzabile anche in condizioni di bassa luminosità ambientale) alloggiato in un rivestimento in plastica montato sulla slitta MIL-STD-1913 incorporata nel castello. Il mirino e la copertura possono essere facilmente rimossi.
La canna in acciaio cromato (terminante con un soppressore di fiamma) è progettata per mantenere prestazioni accettabili fino a circa 20.000 colpi (non in fuoco continuo). Il fucile presenta anche un attacco per baionetta e un regolatore per il gas: normal per le munizioni standard NATO, e adverse per l'utilizzo di munizioni a bassa pressione.

### Funzionamento
L'arma utilizza un pistone a corsa corta azionato dai gas convogliati in una fessura nella canna. L'arma spara in posizione di otturatore chiuso: l'otturatore rotante presenta 6 perni di chiusura, estrattore ed eiettore azionati a molla. Per accedere alla camera di scoppio, all'otturatore e al meccanismo di eiezione si deve sollevare la copertura in plastica appena prima della copertura del mirino ottico.
L'F2000 utilizza un sistema di eiezione unico nel suo genere: i bossoli vengono espulsi attraverso un “corridoio” sul lato destro dell'arma, che termina nella parte frontale dell'arma. In questo modo i bossoli non vengono espulsi con violenza all'indietro, e questa configurazione permette un perfetto uso ambidestro. Questo sistema di eiezione è stato creato mediante uno scompartimento girevole che intercetta i bossoli appena escono dalla camera di scoppio. Il bossolo viene trattenuto finché il proiettile successivo non è in posizione per accedere alla camera di scoppio: il proiettile spinge verso l'alto il bossolo nella camera per l'eiezione, composta dal corridoio di cui sopra. Solo quando il corridoio contiene cinque o più bossoli il primo di essi fuoriesce dall'arma.
Questo sistema è brevettato (numero di brevetto 5675924, 14 ottobre 1997, René Predazzer – numero di brevetto 6389725, 25 febbraio 2000, Charles Denuit). Questo particolare sistema di eiezione presenta vantaggi enormi: garantisce la configurazione ambidestra e soprattutto evita l'espulsione di bossoli e gas vicino alla testa del tiratore (problema riscontrabile in molte altre armi bullpup).

### Lanciagranate e accessori sottocanna
Uno dei componenti modulari sviluppati appositamente per l'F2000 è il lanciagranate GL-1 da 40 mm, che utilizza granate standard da 40 × 46 mm. Il lanciagranate monocolpo viene caricato allo stesso modo dell'M203 americano, con la canna che scorre avanti per permettere l'inserimento del colpo.
Il grilletto per il lanciagranate è installato proprio sotto il grilletto del fucile, così da poter essere azionato senza bisogno di spostare la mano dall'impugnatura dell'arma. Il grilletto a doppia azione permette all'operatore di “provare di nuovo” nel caso che l'innesco della granata non parta al primo colpo. Il pulsante per lo sgancio della canna si trova sul lato sinistro dell'arma. Il lanciagranate esce di fabbrica con un mirino flip-up laterale, ma è stato progettato per essere utilizzato in concomitanza con il sistema di controllo di fuoco FCS (sviluppato in collaborazione con la compagnia finlandese Noptel). Questo sistema viene installato al posto del mirino ottico, fornendo egli stesso un sistema di mira, e il suo scopo principale è quello di determinare accuratamente la distanza di un bersaglio per il lanciagranate. Il modulo è alimentato da una batteria a 9 V, installata nel calcio dell'arma, che è prevista per alimentare qualunque altro sistema elettronico si voglia integrare all'arma. L'FCS possiede un telemetro laser a bassa potenza (precisione con scarto di 1 m) e un sistema di mira (con reticolo proiettato) utilizzabile di giorno ma non di notte.
Il sistema di fuoco utilizza il telemetro per fornire all'operatore informazioni quali l'angolazione della canna. Il sistema tiene anche conto di raffiche di vento nelle varie direzioni ed è programmato per fornire le informazioni in base a sei tipi diversi di granate attualmente in uso negli eserciti (il computer può essere riprogrammato nel caso vengano introdotti nuovi standard).
Dopo aver ottenuto una misura della distanza, la distanza del bersaglio è segnata sul display LCD e un led rosso comincia a lampeggiare. Una volta che il fucile è posizionato con la corretta angolazione, il led diventa verde segnalando che l'arma è pronta al fuoco.
È in sviluppo anche un lanciagranate da 40 mm pluricolpo (3 granate). Il fucile può anche essere adattato per l'uso da parte dei corpi di polizia ed esistono infatti due moduli sottocanna appositi da applicare al fucile:
- Fucile a pompa da 5 colpi calibro 12 gauge.
- Modulo pneumatico FN303 calibro .68 con munizioni non letali.
- (In sviluppo) Modulo con lanciagranate da 20 mm con FCS integrato (che utilizzerebbe le stesse munizioni 20 × 28 mm del programma OICW).

### Varianti
- F2000 Tactical: l'F2000 Tactical è una variante dell'arma che non presenta il mirino ottico di fabbrica, ma un mirino metallico flip-up montato sulla slitta superiore del castello.
- F2000 Tactical TR: l'F2000 Tactical TR è una variante simile al Tactical, ma presenta due slitte anteriori addizionali sui lati per il montaggio di accessori.
- FS2000: progetto per i mercati dove non è legale la vendita di armi automatiche ai civili, l'FS2000 è una versione semiautomatica dell'arma disponibile dal giugno 2006. L'arma è provvista di una canna lunga con passo di rigatura 1:7 destro. La versione civile non presenta il mirino telescopico, ma una mira regolabile in deriva e alzo. Il fucile non presenta l'attacco per la baionetta.
- FS2000 Standard: modello civile con mirino ottico 1,6x in dotazione standard e senza lanciagranate.
- F2000 S: versione modificata dell'F2000 Tactical per l'esercito Sloveno. Presenta una slitta superiore rialzata che può quindi fungere anche da maniglia di trasporto.

## Utilizzatori
- Belgio: usato dalle forze speciali dell'esercito belga[6][7].
- Cile: in uso nelle forze speciali[8].
- Croazia: l'esercito croato testò il fucile nel 2006, ed equipaggiò con quest'arma il 1º battaglione paracadutisti, unico corpo dello stato ad avere tale fucile in dotazione[9].
- India: utilizzato dall'SPG indiano[10].
- Libia: lo stato ordinò 367 esemplari del fucile assieme ad altri moduli letali e non letali della FN nel 2008, e la consegna iniziò nel 2009. L'arma era in dotazione alle forze lealiste di Gheddafi durante la guerra civile in Libia del 2011[11].
- Nigeria: utilizzato dalle guardie del dipartimento di Stato.
- Pakistan: in uso nelle forze speciali[8].
- Perù: in uso nelle forze speciali[8].
- Polonia: in uso limitato nelle forze speciali GROM[12][13].
- Arabia Saudita: nel 2005 sono stati ordinati 55.000 fucili dalla Guardia Nazionale Saudita[14][15].
- Slovenia: nel 2006 il ministro della difesa sloveno firmò un contratto con la FN per l'acquisto di 6.500 esemplari di F2000 come nuovo standard per le forze armate, assieme al lanciagranate GL-1[16][17]. È il primo acquisto su vasta scala in Europa, con la vendita di 14.000 esemplari[18].
- Spagna: in uso nel Grupo Especial de Operaciones del Cuerpo Nacional de Policia

## L'FN F2000 nella cultura di massa
- In ambito videoludico, il fucile compare nei videogiochi Call of Duty Modern Warfare 2, Arma 3, Battlefield 3, call of duty mobile   rinominato bp50, Battlefield 4, Hitman: Blood Money, CrossFire, S.T.A.L.K.E.R. e Tom Clancy's Splinter Cell: Pandora Tomorrow (dove, dotato del lanciagranate GL-1, viene denominato SC-20K)[19] e World of guns gun disassembly
- In ambito cinematografico, l'F2000 compare in Iron Man 2 (in versione Tactical) e I Mercenari[20]